# Nourriture pour oiseaux

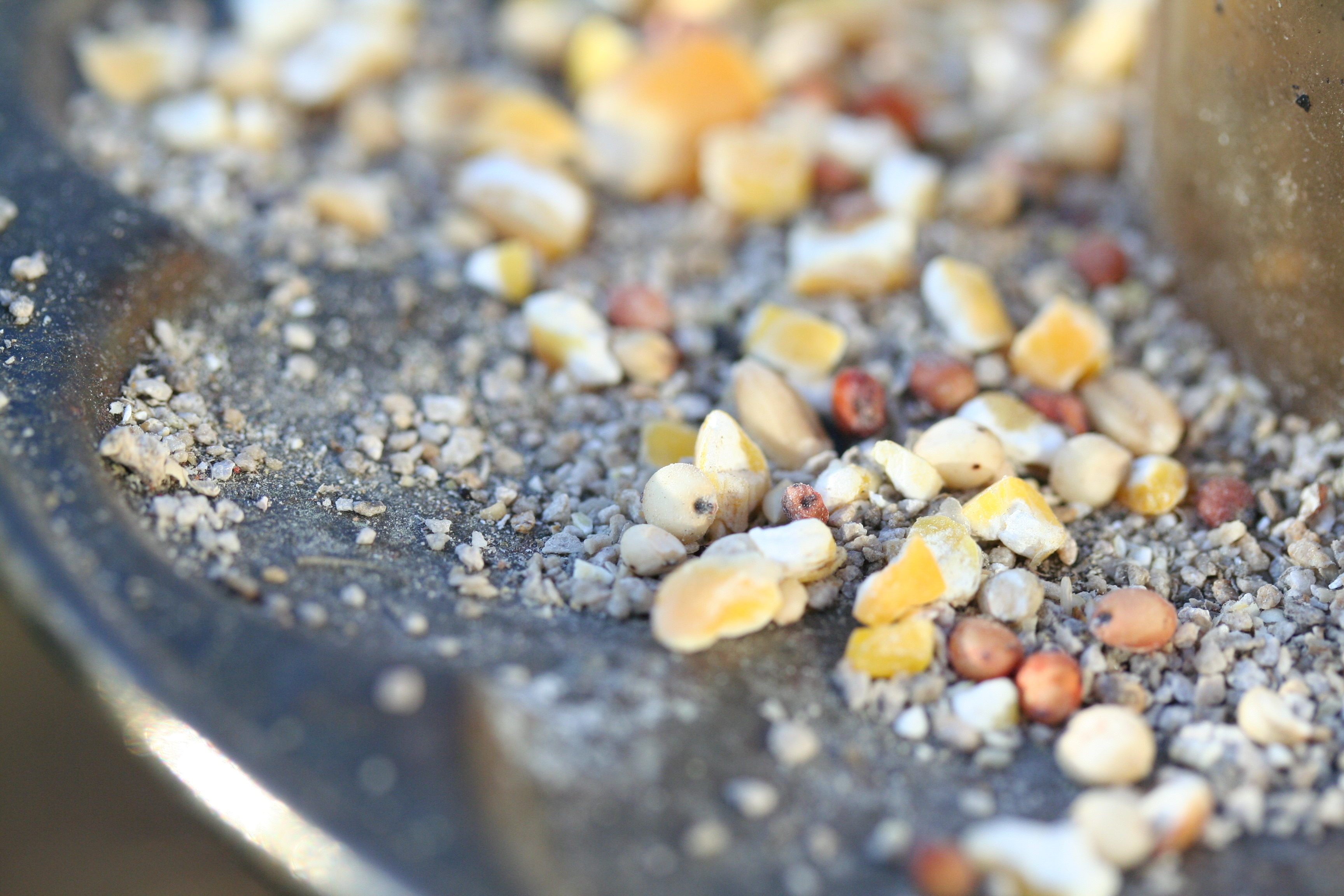
Nourriture pour oiseaux dans une mangeoire.

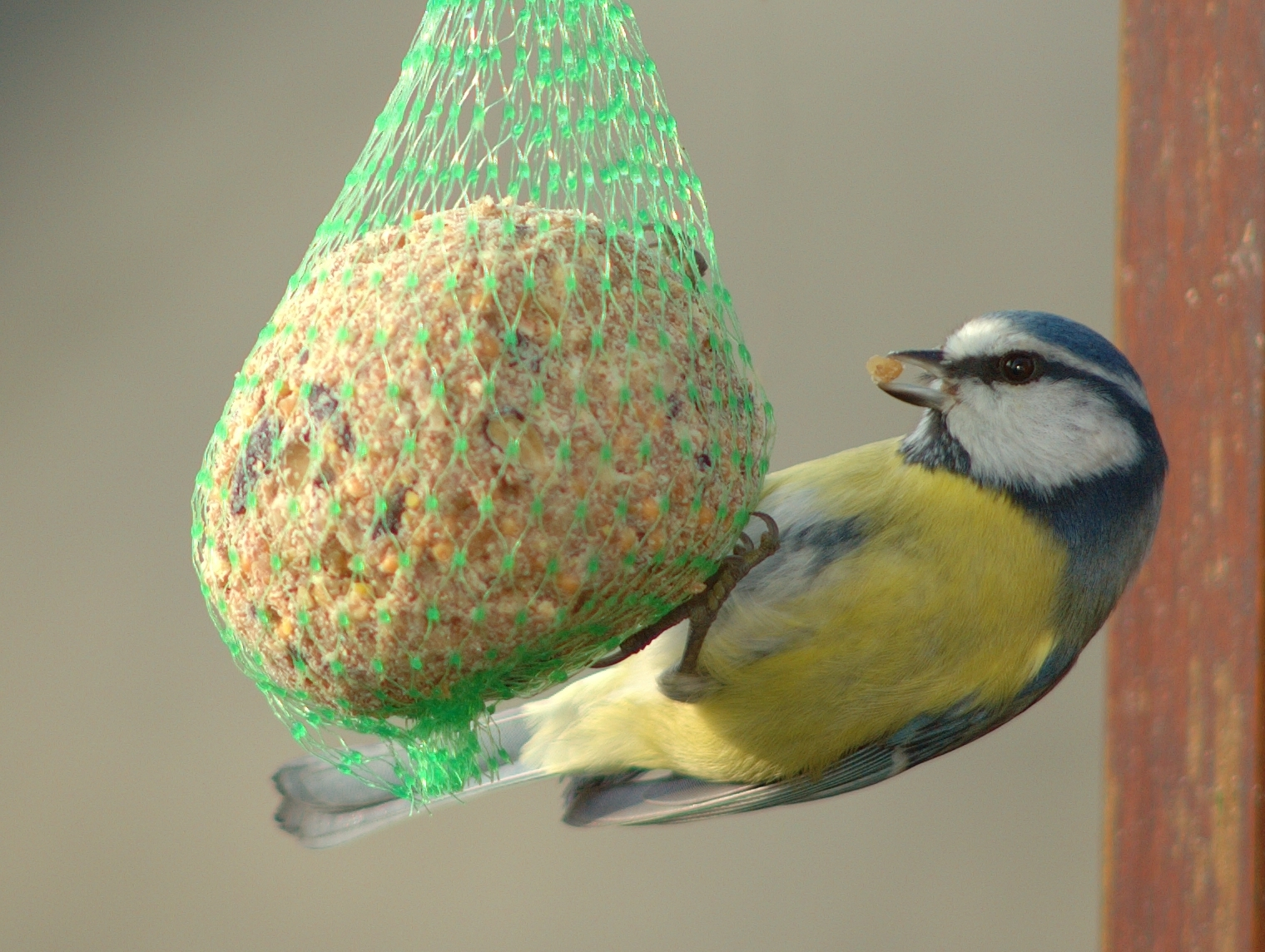
Mésange bleue sur une boule de graines et de graisse.

La nourriture pour oiseaux est un aliment (souvent composé de graines) consommé par les oiseaux. À l'échelle mondiale, la plus importante utilisation de la nourriture pour oiseaux est l'alimentation des volailles. La nourriture pour oiseaux est également utilisée pour nourrir les oiseaux de compagnie et dans les mangeoires d'oiseaux.